# Parkieae
Tribu
Classification phylogénétique
Les Parkieae sont une tribu de plantes dicotylédones de la famille des Fabaceae, sous-famille des Mimosoideae, à répartition pantropicale, qui compte deux genres.
Selon, la classification phylogénétique, le taxon est inclus dans les Mimoseae.

## Liste des genres
- Parkia L., 1753
- Pentaclethra C.Presl, 1831